# Ранчо Нуево (Чалко)
Ранчо Нуево (шп. Rancho Nuevo) насеље је у Мексику у савезној држави Мексико у општини Чалко. Насеље се налази на надморској висини од 2260 м.

## Становништво
Према подацима из 2010. године у насељу су живела 3 становника.

### Хронологија
| Година       | 2000       | 2005         | 2010 |
| ------------ | ---------- | ------------ | ---- |
| Становништво | 11 (6 / 5) | 27 (14 / 13) | 3    |

### Попис
| # | Индикатор                     | Вредност |
| - | ----------------------------- | -------- |
| 1 | Укупно домаћинстава           | 7        |
| 2 | Укупно насељених домаћинстава | 1        |
| 3 | Величина локације             | 1        |